# Dag Efvergren

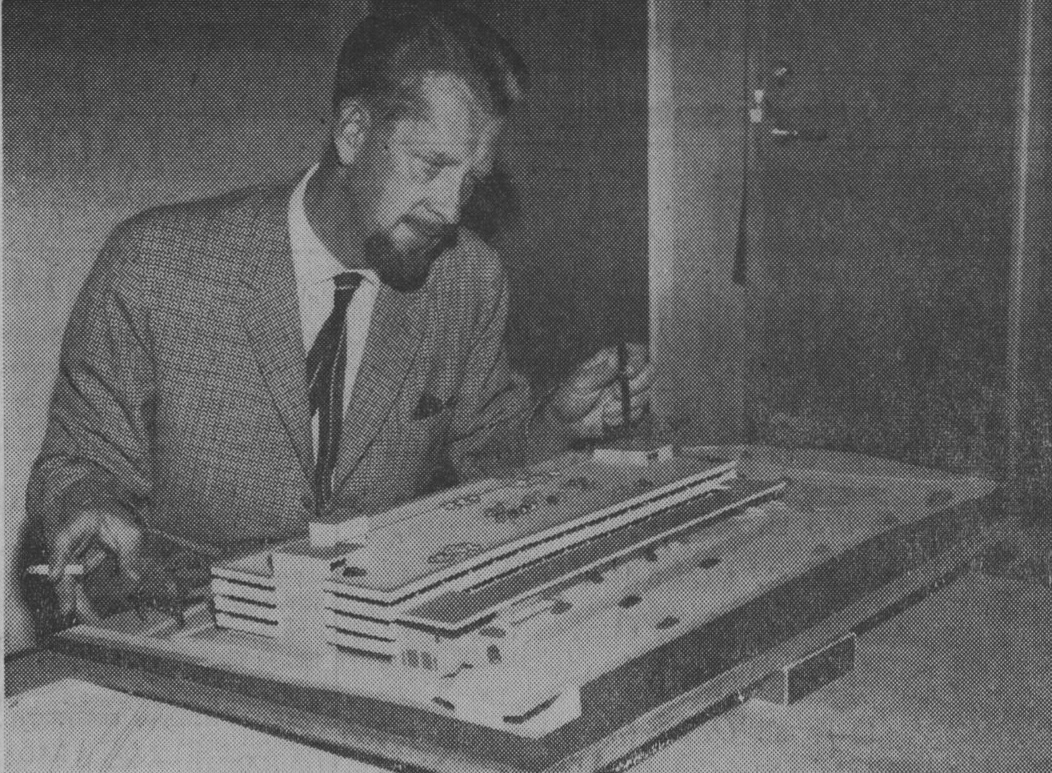
Dag Efvergren med modell av p-hus i Vällingby

Dag Arne Efvergren, född 25  mars 1921 i Stockholm, död 5 maj 2005 i Vällingby, var en svensk arkitekt.
Efvergren, som var son till förste bibliotekarie Carl Efvergren och Saga Björnståhl, avlade studentexamen 1939 och utexaminerades från Kungliga Tekniska högskolan 1946. Han var anställd hos arkitekt Gunnar Jacobson 1942, hos arkitekt Nils Tesch 1945–1952, bedrev egen arkitektverksamhet 1949–1953 och var tillsammans med Wilhelm Boijsen innehavare av Boijsen & Efvergren Arkitektkontor AB från 1953. Han var lärare i husbyggnadslära 1950–1951 och i arkitektur 1951–1952 vid Kungliga Tekniska högskolan. Han var sekreterare i Svenska Arkitekters Riksförbunds tävlingsnämnd 1950–1952.